# Giorgio Pellizzaro
Giorgio Pellizzaro (Mantua, Provincia de Mantua, Italia, 16 de agosto de 1947-Brescia, Provincia de Brescia, Italia, 9 de febrero de 2025) fue un futbolista italiano. Se desempeñaba en la posición de guardameta.

## Clubes
| Club            | País   | Año       |
| --------------- | ------ | --------- |
| Mantova F. C.   | Italia | 1967-1970 |
| U. C. Sampdoria | Italia | 1970-1973 |
| U. C. Catanzaro | Italia | 1973-1978 |
| U. S. Foggia    | Italia | 1978-1979 |
| Forlì F. C.     | Italia | 1979-1980 |
| Brescia Calcio  | Italia | 1981-1983 |